# Теорія Ейнштейна — Картана
Теорія Ейнштейна — Картана, також знана як теорія Ейнштейна — Картана — Скіама — Кіббла, у теоретичній фізиці є класичною теорією гравітації, схожою на загальну теорію відносності. Цю теорію вперше запропонував Еліє Картан 1922 року.

## Загальний огляд
Теорія Ейнштейна — Картана відрізняється від загальної теорії відносності двома способами: (1) вона формулюється в рамках геометрії Рімана — Картана, яка має локально запаяну групу Лоренца, в той час як загальна теорія відносності формулюється в рамках ріманової геометрії, яка не має такої групи; (2) постановка додаткового набору рівнянь, які пов'язуються з кривиною. Ця різниця може бути розкладена на такий спосіб: загальна теорія відносності (Ейнштейна — Гільберта) → загальна теорія відносності (Палатіні) → Ейнштейн — Картан.
По-перше, шляхом переформулювання загальної теорії відносності в рамках геометрії Рімана — Картана, замінюючи дію Ейнштейна-Гільберта на рімановій геометрії дією Палатіні в геометрії Рімана — Картана; і по-друге, вилучення нульового обмеження кривини з дії Палатіні, що призводить до додаткового набору рівнянь для кривини та обертання, а також до додавання додаткових термінів, пов'язаних із обертанням, у рівняннях Ейнштейна.
Теорія загальної теорії відносності спочатку формулювалася в рамках ріманової геометрії дією Ейнштейна — Гільберта, з якої виникають рівняння поля Ейнштейна. На момент початкового формулювання не існувало концепції геометрії Рімана — Картана. Також не існувало достатньої усвідомленості концепції геометрії калібру, щоб зрозуміти, що ріманові геометрії не мають необхідної структури для втілення локально запаяної групи Лоренца, такої, яка потрібна для виразу рівнянь збереження і законів збереження для обертальної та підвищальної симетрій, або для опису спінорів в кривих просторово-часових геометріях. Результатом додавання цієї інфраструктури є геометрія Рімана-Картана. Зокрема, для можливості опису спінорів необхідна включення спінорної структури, яка достатня для створення такої геометрії.
Основна різниця між геометрією Рімана — Картана і рімановою геометрією полягає в тому, що в першій афінне з'єднання незалежне від метрики, в той час як в другій воно похідне від метрики як з'єднання Леві-Чивіти, різниця між ними називається конторсією. Зокрема, антисиметрична частина з'єднання (називається кривиною) дорівнює нулю для з'єднань Леві-Чивіти, як одна з визначальних умов для таких з'єднань.
Оскільки конторсію можна виразити лінійно в термінах кривини, то можна безпосередньо перекласти дію Ейнштейна-Гільберта в геометрію Рімана-Картана, і результатом буде дія Палатіні (див. також варіацію Палатіні). Вона походить із переформулювання дії Ейнштейна-Гільберта в термінах афінного з'єднання, і окремо поставлено умову, яка змушує як кривину, так і конторсію дорівнювати нулю, що призводить до того, що афінне з'єднання дорівнює з'єднанню Леві-Чивіти. Оскільки це безпосереднє перекладення дії та рівнянь поля загальної теорії відносності виражене в термінах з'єднання Леві-Чивіти, це можна вважати теорією загальної теорії відносності, викладеною в геометрії Рімана — Картана.
Теорія Ейнштейна — Картана послаблює цю умову і, відповідно, відміняє припущення загальної теорії відносності, що афінне з'єднання має нульову антисиметричну частину (тензор кривини). Використовується та сама дія, як і в дії Палатіні, за винятком того, що умова щодо кривини вилучена. Це призводить до двох різниць відносно загальної теорії відносності: (1) рівняння поля тепер виражені в термінах афінного з'єднання, а не з'єднання Леві-Чивіти, тому вони містять додаткові терміни в рівняннях поля Ейнштейна, пов'язані з конторсією, яких немає в рівняннях поля, отриманих з формулювання Палатіні; (2) тепер присутній додатковий набір рівнянь, які зв'язують кривину з внутрішнім обертовим моментом (спіном) речовини, так само, як і афінне з'єднання зв'язане з енергією та імпульсом речовини. В теорії Ейнштейна — Картана кривина тепер є змінною в принципі стаціонарної дії, яка зв'язана з кривиною в просторі-часі спіну (тензором спіну). Ці додаткові рівняння виражають кривину лінійно в термінах тензора спіну, пов'язаного із джерелом речовини, що означає, що кривина, як правило, не дорівнює нулю всередині речовини.
Наслідком лінійності є те, що поза речовиною кривина дорівнює нулю, так що зовнішня геометрія залишається такою ж, як і та, яка описується загальною теорією відносності. Різниця між теорією Ейнштейна — Картана та загальною теорією відносності (формульованою в термінах дії Ейнштейна-Гільберта на рімановій геометрії або дії Палатіні на геометрії Рімана — Картана) полягає виключно в тому, що відбувається з геометрією всередині джерел речовини. Тобто кривина не поширюється. Розглядалися узагальнення дії Ейнштейна — Картана, які дозволяють поширення кривини.
Оскільки у геометріях Рімана — Картана група Лоренца є локальною калібрувальною симетрією, можливо формулювати відповідні закони збереження. Зокрема, розглядаючи метричні та кривинні тензори як незалежні змінні, отримується правильна узагальнена консерваційна теорема для загального орбітального та внутрішнього моменту кутового руху в присутності гравітаційного поля.

## Рівняння поля
Рівняння поля Ейнштейна загальної теорії відносності можна отримати постулюючи дію Ейнштейна-Гільберта як справжню дію простору-часу, і потім змінюючи цю дію відносно метричного тензора. Рівняння поля Ейнштейна — Картана виникають з точно такого ж підходу, за винятком того, що припускається загальне асиметричне афінне з'єднання, а не симетричне з'єднання Леві-Чивіти (іншими словами, припускається, що простір-час має торсію, крім кривини), і потім метрику та торсію змінюють незалежно.
Нехай {\displaystyle {\mathcal {L}}_{\mathrm {M} }} позначає лагранжіан густини матерії, і {\displaystyle {\mathcal {L}}_{\mathrm {G} }} позначає лагранжіан щільності гравітаційного поля. Лагранжіан щільності для гравітаційного поля в теорії Ейнштейна — Картана пропорційний скаляру Річчі:
{\displaystyle {\mathcal {L}}_{\mathrm {G} }={\frac {1}{2\kappa }}R{\sqrt {|g|}}}
{\displaystyle S=\int \left({\mathcal {L}}_{\mathrm {G} }+{\mathcal {L}}_{\mathrm {M} }\right)\,d^{4}x,}
де {\displaystyle g} — детермінант метричного тензора, а {\displaystyle \kappa } — фізична константа {\displaystyle 8\pi G/c^{4}}, яка включає в себе гравітаційну константу та швидкість світла. Згідно з принципом Гамільтона, зміна загальної дії {\displaystyle S} для гравітаційного поля та матерії дорівнює нулю:
{\displaystyle \delta S=0.}
Зміна відносно метричного тензора {\displaystyle g^{ab}} призводить до рівнянь Ейнштейна:
{\displaystyle {\frac {\delta {\mathcal {L}}_{\mathrm {G} }}{\delta g^{ab}}}-{\frac {1}{2}}P_{ab}=0}
| {\displaystyle R_{ab}-{\frac {1}{2}}Rg_{ab}=\kappa P_{ab}} |
де {\displaystyle R_{ab}}- тензор Річчі, а {\displaystyle P_{ab}} канонічний тензор енергії-імпульсу-моменту.
Тензор Річчі вже не є симетричним через наявність ненульового тензора торсії; отже, права частина рівняння також не може бути симетричною, що вказує на те, що {\displaystyle P_{ab}} повинен включати асиметричний внесок, який можна показати, що пов'язаний з тензором спіну. Цей канонічний тензор енергії-імпульсу-моменту пов'язаний з відомішим симетричним тензором енергії-імпульсу за допомогою процедури Белінфанте-Розенфельда
Зміна відносно тензора торсії {\displaystyle {T^{ab}}_{c}} призводить до рівнянь спін-з'єднання Картана.
{\displaystyle {\frac {\delta {\mathcal {L}}_{\mathrm {G} }}{\delta {T^{ab}}_{c}}}-{\frac {1}{2}}{\sigma _{ab}}^{c}=0}
| {\displaystyle {T_{ab}}^{c}+{g_{a}}^{c}{T_{bd}}^{d}-{g_{b}}^{c}{T_{ad}}^{d}=\kappa {\sigma _{ab}}^{c}} |
де {\displaystyle {\sigma _{ab}}^{c}}- тензор спіну. Оскільки рівняння торсії є алгебраїчним обмеженням, а не частковим диференціальним рівнянням, поле торсії не поширюється як хвиля і зникає поза межами речовини. Тому в принципі торсію можна алгебраїчно виключити з теорії на користь тензора спіну, який створює ефективну «спін-спін» нелінійну самоінтеракцію всередині речовини.

## Уникнення сингулярностей
Сингулярні теореми, які ґрунтуються і формулюються в рамках Ріманової геометрії (наприклад, Сингулярні теореми Пенроуза — Гокінга), не обов'язково застосовуються до Ріман — Картанової геометрії. Отже, теорія Ейнштейна — Картана здатна уникнути загально-релятивістської проблеми сингулярності при Великому вибуху.
В цій теорії мінімальна зв'язок між торсією та дираківськими спінорами породжує ефективну нелінійну самоінтеракцію спін-спін, яка стає значущою всередині ферміонічної речовини при надзвичайно великих густинах. Замість утворення сингулярного Великого вибуху, ця інтеракція припускається веде до появи конусоподібного Великого відскоку при мінімальному, але скінченному масштабному факторі, перед яким спостережуваний Всесвіт скорочувався. Цей сценарій також пояснює, чому поточний Всесвіт на найбільших масштабах здається просторово плоским, однорідним та ізотропним, надаючи фізичну альтернативу космічній інфляції. Торсія дозволяє ферміонам бути просторово розширеними, замість «точкових», що допомагає уникнути утворення сингулярностей, таких як чорні діри, і усуває ультрафіолетову дивергенцію у квантовій теорії полів. Згідно з загальною теорією відносності, гравітаційний звалювання достатньо компактної маси призводить до утворення сингулярної чорної діри. У теорії Ейнштейна — Картана замість цього звалювання досягає відскоку і формує регулярний міст Ейнштейна-Розена (віртуальний червоний) у новий розквітлий Всесвіт на іншому боці горизонту подій.